# Kerosinpilz
Der Kerosinpilz oder Dieselpilz (Amorphotheca resinae, Teleomorphe beziehungsweise Hormoconis resinae (Lindau) Arx & G.A. de Vries, Anamorphe) ist ein ubiquitärer Bodenpilz, der Kerosin abbauen kann.

## Vorkommen und Lebensweise
Amorphotheca resinae ist ein Pilz, der in Treibstofftanks von Flugzeugen, Schiffen und anderen Fahrzeugen überleben kann. In freier Natur kommt er besonders unter Eiben (Taxus) vor. In den 1960er-Jahren wurde bekannt, dass er auch weltweit in Dieseltanks vorkommt. Er lebt großteils von n-Alkanen, aus denen er sowohl die lebensnotwendige Energie als auch den zum Aufbau von Kohlenhydraten benötigten Kohlenstoff bezieht. Dazu braucht er allerdings auch eine geringe Menge Wasser, um seine Sauerstoffversorgung zu sichern.
Für den Flugverkehr ist der Kerosinpilz mittlerweile ein ernst zu nehmendes Problem, da er durch sein starkes Wachstum zu Verstopfungen und durch die von ihm produzierten Fettsäuren zu Korrosion an den Treibstoffzufuhrsystemen führt. Auch die Schifffahrt ist betroffen, insbesondere die Sportschifffahrt, da die langen Ruhezeiten der Bootsmotoren auf vielen Sportbooten das Wachstum begünstigen können. Der Pilz verdrängt andere Mikroben in Treibstofftanks sehr effektiv.

## Systematik und Taxonomie
Die Familie Amorphotecaceae mit der einzigen Art Amorphotheca resinae wird derzeit innerhalb der Schlauchpilze keiner Klasse oder Ordnung zugeordnet.
Die Anamorphe der Art ist unter dem Namen Hormoconis resinae bekannt. Dies ist jedoch heute nur mehr ein Synonym für Amorphotheca resinae.